# 三贤祠街道
三贤祠街道，是中华人民共和国四川省资阳市雁江区下辖的一个乡镇级行政单位。

## 行政区划
三贤祠街道下辖以下地区：
河堰嘴社区、三贤祠社区和爱国社区。